# Quartier des Jacobins (Le Mans)

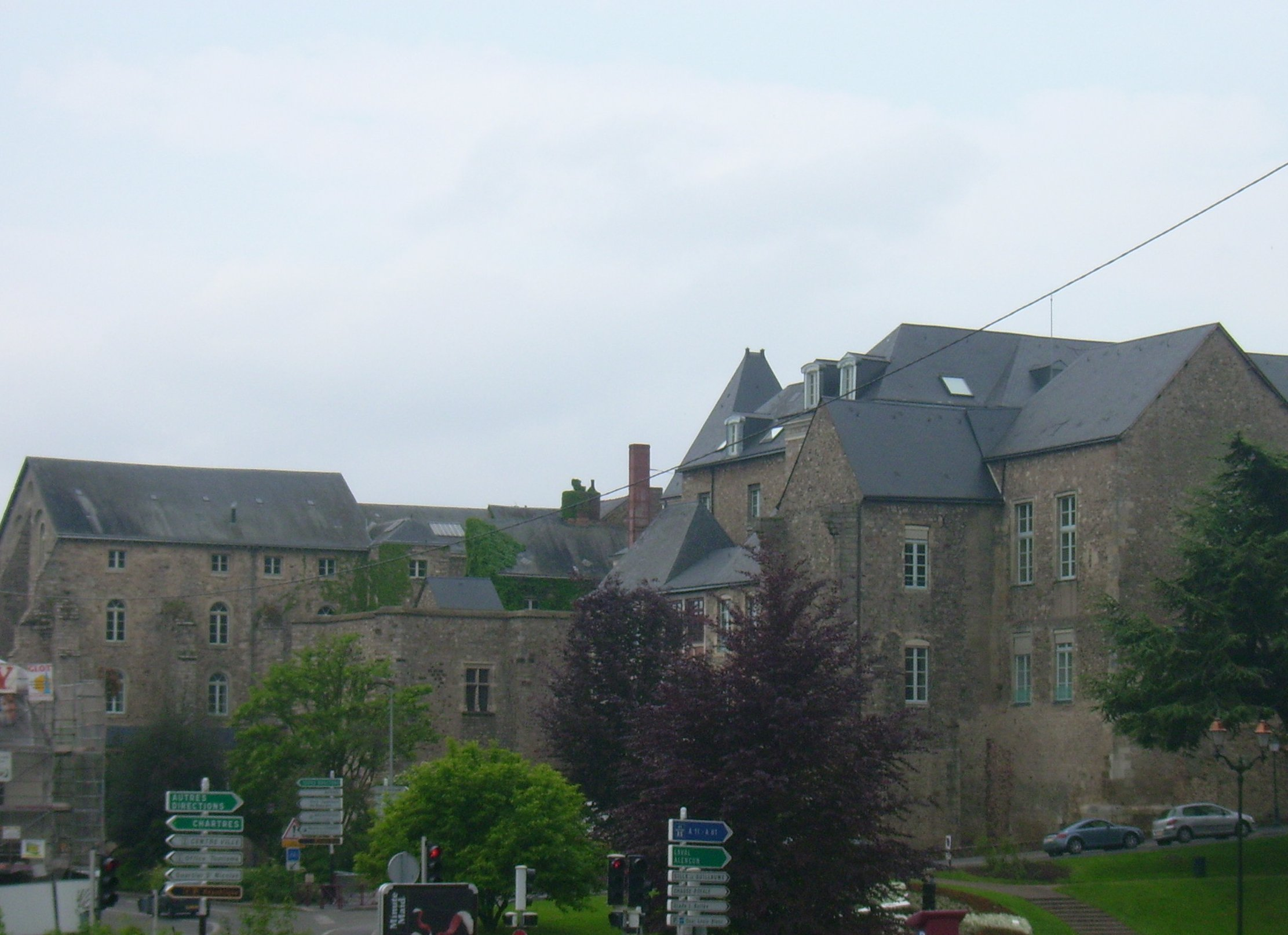
Le Palais des Comtes du Maine

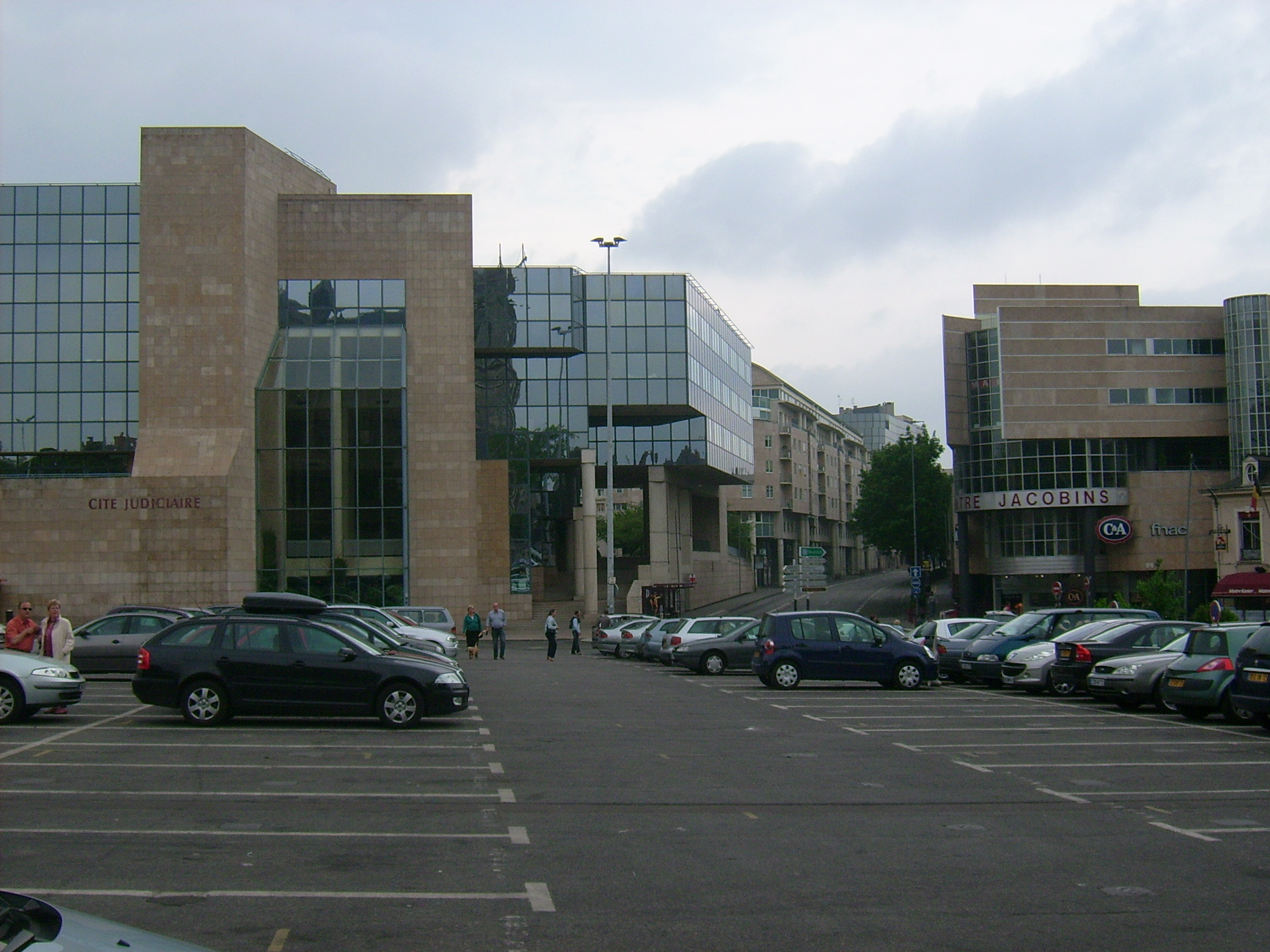
Le Palais de Justice et le centre commercial

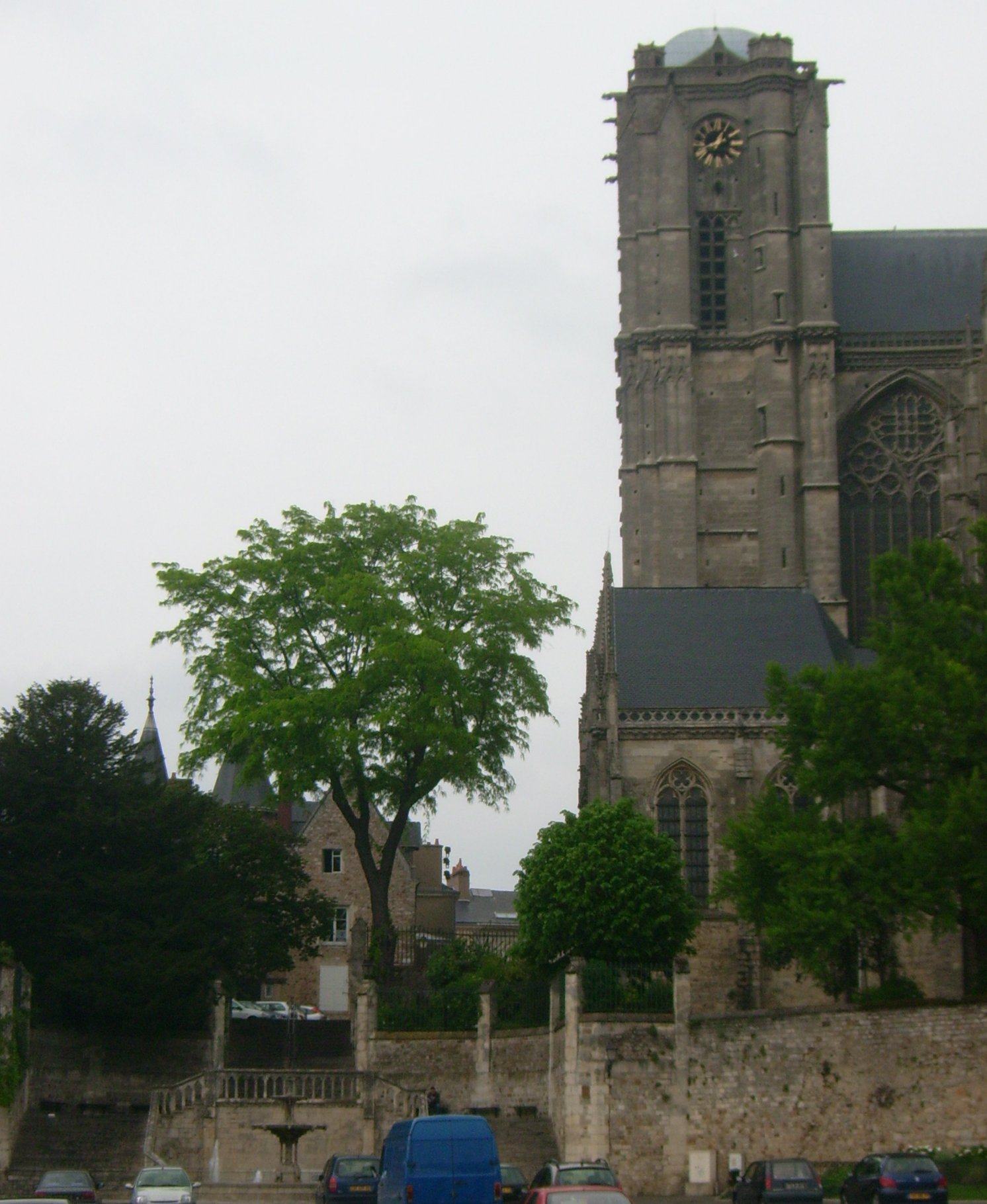
La place du jet d'eau et la cathédrale Saint-Julien

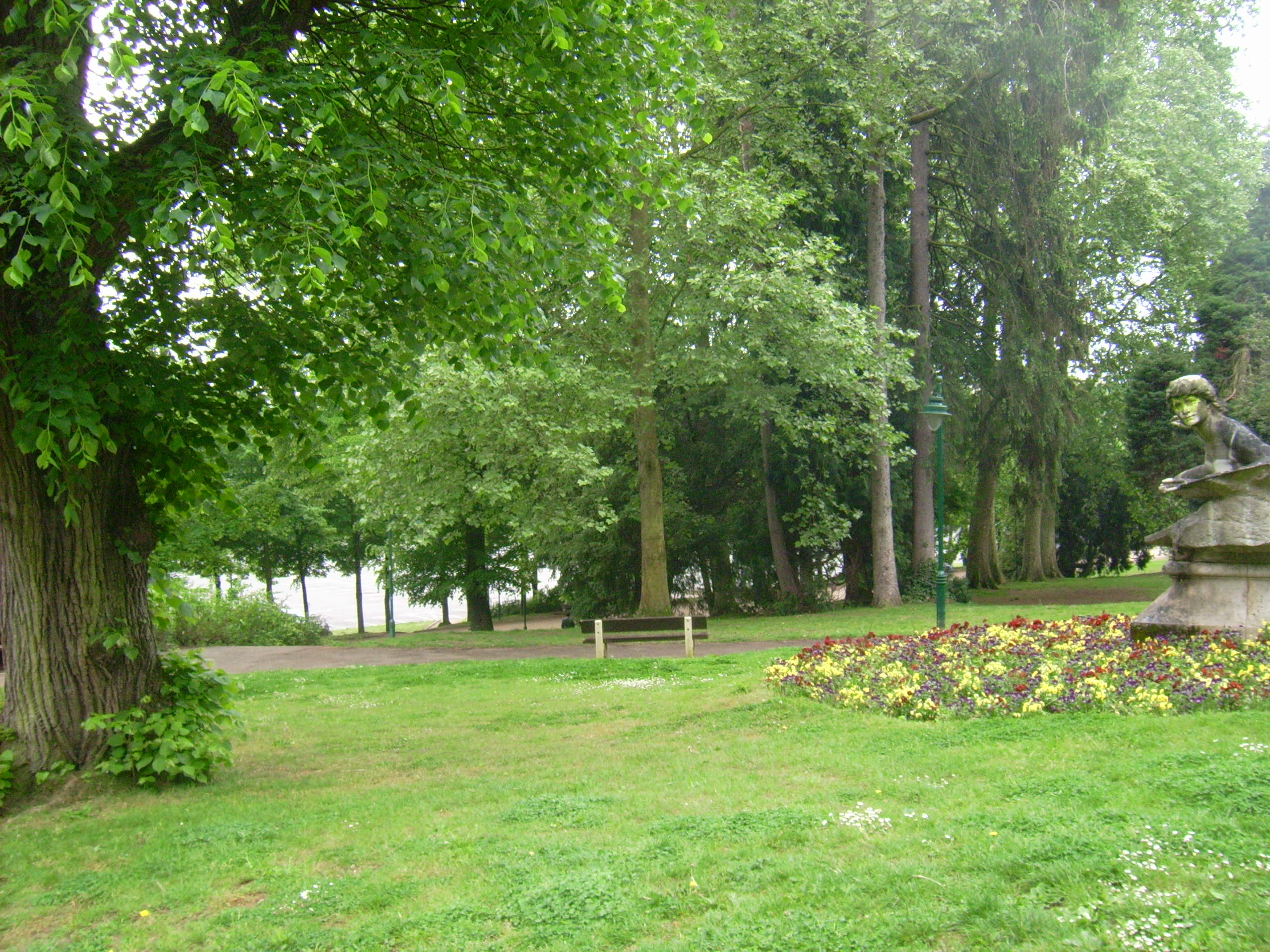
les Quinconces en bordure du jardin du Musée

Le quartier des Jacobins est un quartier de la ville du Mans. Il est situé au pied du quartier historique de la cité Plantagenêt. 
Sa place centrale du même nom, permet le stationnement automobile via un parking souterrain, et accueille de nombreuses manifestations culturelles ou sportives. On trouve également dans le quartier le théâtre municipal, la Cité Judiciaire, les Quinconces des Jacobins, le palais des Comtes du Maine, ou le Musée de Tessé. Ce quartier contient également un lycée public : le lycée Montesquieu (ancien collège de l'Oratoire).
Le quartier offre une artère automobile, historiquement importante pour la ville : le tunnel du Mans, amenant du centre-ville aux bords de Sarthe (et inversement). Les Jacobins touchent directement les quartiers Bellevue et Bollée. Historiquement, les quinconces des Jacobins virent de sanglants combats qui décimèrent les Vendéens lors de la grande terreur. Il forme un tout cohérent en englobant dans un grand ensemble les quartiers Saint-Vincent, des Ursulines et de l'Étoile.

## Géographie
|                            | Cité Plantagenêt                |                   |
| Saint-Nicolas - République | Quartier des Jacobins (Le Mans) | Quartier Bellevue |
|                            | Quartier Bollée                 |                   |

## Histoire

### Antiquité
Le quartier est centré autour de la place des Jacobins, qui, comme la place du jet d'eau, sert aux commerçants les jours de marché. À l'époque de Vindunum, le quartier était déjà occupé par diverses habitations. On a longtemps cru qu'un sénat était présent à la place de l'actuel palais judiciaire. Mais ce ne sont là que des suppositions. Le site était à la base un vallon où coulait un affluent de la Sarthe, toute proche en contrebas. Au Moyen Âge, le ruisseau semble avoir été dérivé alors qu'aujourd'hui la dérivation continue dans les égouts de la ville. Le vallon a été symboliquement appelé « vallon d'Isaac ».
Le quartier était déjà occupé à l'époque gallo-romaine. Des fouilles ont été effectuées dans les années 1980 lors de la création de la cité judiciaire et du parking de l'étoile, des habitations du Ier siècle furent trouvées, accompagnées de très nombreuses fosses prouvant une activité religieuse indigène. Depuis, deux schémas ont été trouvés. La première occupation serait gauloise avec des constructions en bois et en terre. Les restes ont été retrouvés au fond du vallon. Le règne de Claude entre 41 et 54 après Jésus-Christ verrait l'avènement de nouveaux travaux de remblai et de déblais. On a vu par exemple l'aménagement de thermes publics, actuellement situés dans les sous-sols de l'école des Beaux-Arts. Le sous-sol et les trouvailles témoignent de la romanisation de la ville, soit un souci et un effort d'adaptation de l'élément naturel. On a également retrouvé les restes d'une grande domus située sur le quartier des halles. L'amphithéâtre, dont les restes ont été retrouvés à l'extrémité Est du quartier, est encore un sujet d'interrogations quant à sa taille et son importance véritable.

### Moyen Âge
Au Moyen Âge le quartier est déserté car dès la construction des murailles, nombre d'habitants se retranchent derrière elles, ou partent cultiver les terres de la rive droite, sur l'actuel quartier du pré. Cette partie de la cité aurait donc été désertée un certain temps, bien que sa réorganisation commence dès le Xe siècle avec la construction de la cathédrale. Le quartier sera plus tard le lieu privilégié des représentations de miracles religieux. On sait par exemple que le miracle de Théophile y fut joué plusieurs fois.

### XVIIIesiècle
Sur l'actuel quinconce, ont été enterrés près de 2 000 Vendéens tués lors de la première bataille du Mans. À la suite de cela, la promenade des jacobins est aménagée par l'architecte Louis Bruyère. 

### La création du théâtre municipal
Au début du XIXe siècle, le manque d'équipement culturel se fait ressentir dans la ville. La seule salle de spectacle encore en activité est la salle des concerts. Construite en 1776, elle est largement dépassée par l'affluence que peuvent réunir des spectacles populaires. Le Maire d'alors, monsieur Basse, confie à l'architecte Pierre Felix Delarue, le projet d'un nouveau complexe culturel donnant sur la place des jacobins. La salle doit pouvoir accueillir 900 personnes. Elle est inaugurée le 13 mai 1842. L'architecte sera également à l'origine de l'église Saint-Martin de Pontlieue et du palais épiscopal.

### DuXIXeauXXIesiècle
Dès le XIXe siècle, le quartier devient bourgeois avec l'installation de nombreux hôtels particuliers. S'ensuit l'apparition d'une population d'affaire. Pour autant, le quartier conserve des coutumes populaires. L'hôtel Singher construit par l'architecte Caron fut installé sur l'ancien grand cimetière du Mans. Conçu à l'origine pour Jérémie Singher et la société des mutuelles du Mans, il incarne la nouvelle population bourgeoise s'installant aux Jacobins. L'hôtel est une imitation de style Louis XI et fut pendant longtemps l'un des sièges de la firme MMA. Un autre hôtel est celui de Mauboussin. Ce dernier, notaire, avait fait construire sa demeure sur l'emplacement de l'ancienne maison d'un parent de l'impératrice Eugénie. Construit en 1835, le bâtiment deviendra 12 ans plus tard, une succursale de la Banque de France. Il serait construit sur les décombres de l'ancien enclos des Ursulines. La légende veut qu'un souterrain menant au trésor, que les religieuses ont caché pendant la révolution, y soit toujours présent. Le quartier accueille l'exposition nationale et internationale de la ville du Mans en 1899. La fête dure du 4 juin au 15 août.
En 1991, le théâtre Paul Scarron est inauguré. Il prend le nom d'un auteur ayant bien connu la ville. Situé à l'ouest de la place des Jacobins, il comporte une salle pouvant accueillir 150 personnes. Avant d'être un lieu de représentation, c'est avant tout un lieu de travail permettant à la compagnie mancelle du théâtre de l'éphémère de pouvoir travailler dans un local adapté à ses besoins. Le théâtre est avant tout dédié aux représentations contemporaines. Il peut également se transformer en cinéma, ou bien en musée d'arts contemporains.

## Commerces
Le centre commercial des Jacobins est le principal centre commercial du quartier. Il est composé de 45 boutiques dont la FNAC, Jules, Esprit, Devred...

## Édifices
- La cité plantagenêt
- La cité judiciaire
- La place du jet d'eau
- L'édifice dédié à Wilbur Wright
- Le musée de Tessé
- Le théâtre municipal
- Le théâtre Paul Scarron
- La chapelle de l'oratoire
- Le Collège Berthelot

## Espace vert
On peut trouver le Quinconces des Jacobins.

## Accessibilité
- Ce site est desservi par la station de Tramway sur la première ligne, à la station Eperon.